# Aequorea minima
Aequorea minima är en nässeldjursart som beskrevs av Bouillon 1985. Aequorea minima ingår i släktet Aequorea och familjen Aequoreidae. Inga underarter finns listade i Catalogue of Life.